# Danh sách giải thưởng và đề cử của (G)I-dle
Đây là danh sách giải thưởng và đề cử của (G)I-dle, một nhóm nhạc nữ Hàn Quốc được Cube Entertainment thành lập vào năm 2018. Sau khi ra mắt công chúng với đĩa đơn "Latata" vào tháng 5 năm 2018, nhóm đã nhận được một số giải nhóm nhạc nữ mới xuất sắc nhất ở các lễ trao giải như Asia Artist Awards, Gaon Chart Music Awards, Genie Music Awards, Golden Disc Awards, Korea Popular Music Awards và Melon Music Awards.

## Giải thưởng
| Năm  | Giải thưởng                     | Hạng mục                                            | Đề cử           | Kết quả           |
| ---- | ------------------------------- | --------------------------------------------------- | --------------- | ----------------- |
| 2018 | Asia Artist Awards              | Most Popular Artists (Singer) – Top 50              | (G)i-DLE        | Longlisted        |
| 2018 | Asia Artist Awards              | Rookie of the Year – Music                          | (G)i-DLE        | Đoạt giải         |
| 2018 | Brand of the Year Awards        | Female Rookie Idol of the Year                      | (G)i-DLE        | Đoạt giải         |
| 2018 | Gaon Chart Music Awards         | Artist of the Year (Digital Music) – August         | "Hann (Alone)"  | Đề cử             |
| 2018 | Gaon Chart Music Awards         | New Artist of the Year – Digital                    | (G)i-DLE        | Đoạt giải         |
| 2018 | Genie Music Awards              | The Top Artist                                      | (G)i-DLE        | Đề cử             |
| 2018 | Genie Music Awards              | The Female New Artist                               | (G)i-DLE        | Đoạt giải         |
| 2018 | Genie Music Awards              | Genie Music Popularity Award                        | (G)i-DLE        | Đề cử             |
| 2018 | Korea Popular Music Awards      | Best New Artist                                     | (G)i-DLE        | Đoạt giải         |
| 2018 | Melon Music Awards              | Best New Artist (Female)                            | (G)i-DLE        | Đoạt giải         |
| 2018 | Mnet Asian Music Awards         | Best New Female Artist                              | (G)i-DLE        | Đề cử             |
| 2018 | Mnet Asian Music Awards         | Best of Next                                        | (G)i-DLE        | Đoạt giải         |
| 2018 | Mnet Asian Music Awards         | Artist of the Year                                  | (G)i-DLE        | Đề cử             |
| 2018 | MTV Europe Music Awards         | Best Korean Act                                     | (G)i-DLE        | Đề cử             |
| 2018 | The Fact Music Awards           | Next Leader                                         | (G)i-DLE        | Đoạt giải         |
| 2019 | Asia Artist Awards              | Grove                                               | (G)i-DLE        | Đoạt giải         |
| 2019 | Asia Artist Awards              | Starnews Popularity Award – Female Group            | (G)i-DLE        | Đề cử             |
| 2019 | Asia Artist Awards              | Most Popular Artists (Singer) – Top 50              | (G)i-DLE        | Lọt vào danh sách |
| 2019 | Asia Model Festival             | New Star Award (Singer)                             | (G)i-DLE        | Đoạt giải         |
| 2019 | Gaon Chart Music Awards         | Artist of the Year (Digital Music) – February       | "Senorita"      | Đề cử             |
| 2019 | Gaon Chart Music Awards         | World Rookie of the Year                            | (G)i-DLE        | Đoạt giải         |
| 2019 | Genie Music Awards              | The Top Artist                                      | (G)i-DLE        | Đề cử             |
| 2019 | Genie Music Awards              | The Female Group                                    | (G)i-DLE        | Đề cử             |
| 2019 | Genie Music Awards              | The Performing Artist (Female)                      | (G)i-DLE        | Đề cử             |
| 2019 | Genie Music Awards              | Genie Music Popularity Award                        | (G)i-DLE        | Đề cử             |
| 2019 | Genie Music Awards              | Global Popularity Award                             | (G)i-DLE        | Đề cử             |
| 2019 | Golden Disc Awards              | Digital Daesang                                     | "Latata"        | Đề cử             |
| 2019 | Golden Disc Awards              | Rookie of the Year – Digital                        | (G)i-DLE        | Đoạt giải         |
| 2019 | Golden Disc Awards              | Popularity Award                                    | (G)i-DLE        | Đề cử             |
| 2019 | Golden Disc Awards              | NetEase Most Popular K-pop Star                     | (G)i-DLE        | Đề cử             |
| 2019 | Mnet Asian Music Awards         | Song of the Year                                    | "Senorita"      | Đề cử             |
| 2019 | Mnet Asian Music Awards         | Best Dance Performance – Female Group               | (G)i-DLE        | Đề cử             |
| 2019 | Mnet Asian Music Awards         | Worldwide Fans' Choice Top 10                       | (G)i-DLE        | Đề cử             |
| 2019 | NetEase Cloud Music Award       | Popular Artist (Korean female solo/groups)          | (G)i-DLE        | Đề cử             |
| 2019 | Seoul Music Awards              | New Artist Award                                    | (G)i-DLE        | Đề cử             |
| 2019 | Seoul Music Awards              | Popularity Award                                    | (G)i-DLE        | Đề cử             |
| 2019 | Seoul Music Awards              | Hallyu Special Award                                | (G)i-DLE        | Đề cử             |
| 2019 | Soompi Awards                   | Rookie of the Year                                  | (G)i-DLE        | Đề cử             |
| 2019 | Soribada Best K-Music Award     | Best Artist of the Year (Bonsang)                   | (G)i-DLE        | Đề cử             |
| 2019 | Soribada Best K-Music Award     | Female Popularity Award                             | (G)i-DLE        | Đề cử             |
| 2019 | Soribada Best K-Music Award     | New K-wave Awards                                   | (G)i-DLE        | Đoạt giải         |
| 2019 | The Fact Music Awards           | Dance Performer of the Year                         | (G)i-DLE        | Đoạt giải         |
| 2020 | APAN Music Awards               | Top 10 Main Prize (Bonsang)                         | (G)i-DLE        | Đề cử             |
| 2020 | APAN Music Awards               | Best Female Group                                   | (G)i-DLE        | Đề cử             |
| 2020 | APAN Music Awards               | Best Icon                                           | (G)i-DLE        | Đề cử             |
| 2020 | Asia Artist Awards              | Best Emotive                                        | (G)i-DLE        | Đoạt giải         |
| 2020 | BreakTudo Awards                | K-pop Female Group                                  | (G)i-DLE        | Đề cử             |
| 2020 | BreakTudo Awards                | International Music Video                           | "Oh My God"     | Đoạt giải         |
| 2020 | Gaon Chart Music Awards         | MuBeat Female Global Choice                         | (G)i-DLE        | Đề cử             |
| 2020 | Gaon Chart Music Awards         | Artist of the Year (Digital Music) – August         | "Senorita"      | Đề cử             |
| 2020 | Japan Gold Disc Award           | Japan Gold Disc Award                               | (G)i-DLE        | Đoạt giải         |
| 2020 | Golden Disc Awards              | Best Female Performance Award                       | "Lion"          | Đoạt giải         |
| 2020 | Joox Hong Kong Top Music Awards | Top 20 Kpop songs                                   | "Oh My God"     | Đề cử             |
| 2020 | Joox Hong Kong Top Music Awards | Top 20 Kpop songs                                   | "I'm the Trend" | Đề cử             |
| 2020 | Joox Hong Kong Top Music Awards | Top 20 Kpop songs                                   | "Dumdi Dumdi"   | Lọt vào danh sách |
| 2020 | Korean Music Awards             | Best Pop Song                                       | "Lion"          | Đề cử             |
| 2020 | Melon Music Awards              | Top 10 Artist                                       | (G)i-DLE        | Đề cử             |
| 2020 | MTV Video Music Awards          | Best K-Pop Video                                    | "Oh My God"     | Đề cử             |
| 2020 | NetEase Cloud Music Award       | Popular Artist of the Year                          | (G)i-DLE        | Đề cử             |
| 2020 | NetEase Cloud Music Award       | Popular Album of the Year (Korean/Japanese album)   | I Trust         | Đoạt giải         |
| 2020 | NetEase Cloud Music Award       | Best Creativity of the Year (Korean/Japanese album) | I Trust         | Đề cử             |
| 2020 | Seoul Music Awards              | Bonsang Award                                       | (G)i-DLE        | Đề cử             |
| 2020 | Seoul Music Awards              | Hallyu Special Award                                | (G)i-DLE        | Đề cử             |
| 2020 | Seoul Music Awards              | Popularity Award                                    | (G)i-DLE        | Đề cử             |
| 2020 | Seoul Music Awards              | QQ Music Most Popular K-Pop Artist Award            | (G)i-DLE        | Đề cử             |
| 2020 | Soribada Best K-Music Awards    | Best Artist of the Year (Bonsang)                   | (G)i-DLE        | Đề cử             |
| 2020 | Soribada Best K-Music Awards    | Female Popularity award                             | (G)i-DLE        | Đề cử             |
| 2020 | Soribada Best K-Music Awards    | Global Artist Award                                 | (G)i-DLE        | Đề cử             |
| 2020 | Soribada Best K-Music Awards    | Performance Award                                   | (G)i-DLE        | Đoạt giải         |
| 2020 | Spotify Awards                  | Most-Streamed Kpop Female Artist                    | (G)i-DLE        | Đề cử             |
| 2020 | The Fact Music Awards           | Global Hottest                                      | (G)i-DLE        | Đoạt giải         |
| 2020 | The Fact Music Awards           | TMA Popularity Award                                | (G)i-DLE        | Đề cử             |
| 2020 | V Live Awards                   | V Heartbeat Stage of Kpop                           | (G)i-DLE        | Đề cử             |
| 2021 | Asian Pop Music Awards          | Best Lyricist (Overseas)                            | "Hwaa"          |                   |
| 2021 | Asian Pop Music Awards          | Best Arranger (Overseas)                            | "Last Dance"    |                   |
| 2021 | BreakTudo Awards                | K-pop Female Group                                  | (G)I-dle        | Đề cử             |
| 2021 | Golden Disc Awards              | Best Female Performance Award                       | "Oh My God"     | Đoạt giải         |
| 2021 | Joox Malaysia Top Music Awards  | Top 5 K-Pop Hits (Mid Year)                         | "Hwaa"          | Đoạt giải         |
| 2021 | Korea First Brand Awards        | Hot Trend                                           | (G)I-dle        | Đoạt giải         |
| 2021 | Mnet Asian Music Awards         | Best Female Group                                   | (G)I-dle        | Đề cử             |
| 2021 | Mnet Asian Music Awards         | Artist of the Year                                  | (G)I-dle        | Đề cử             |
| 2021 | Mnet Asian Music Awards         | Worldwide Fan's Choice Top 10                       | (G)I-dle        | Đề cử             |
| 2021 | Mnet Asian Music Awards         | Album of the Year                                   | I Burn          | Đề cử             |
| 2021 | MTV Millennial Awards           | K-Pop Dominion                                      | (G)I-dle        | Đề cử             |
| 2021 | MTV Video Music Awards          | Best K-Pop Video                                    | "Dumdi Dumdi"   | Đề cử             |
| 2021 | Prêmio Anual K4US               | Best Female Group of the Year                       | (G)I-dle        | Đoạt giải         |
| 2021 | Seoul Music Awards              | Bonsang Award                                       | (G)I-dle        | Đề cử             |
| 2021 | Seoul Music Awards              | Best Performance                                    | (G)I-dle        | Đoạt giải         |
| 2021 | Seoul Music Awards              | K-Wave Popularity Award                             | (G)I-dle        | Đề cử             |
| 2021 | Seoul Music Awards              | Popularity Award                                    | (G)I-dle        | Đề cử             |
| 2022 | Gaon Chart Music Awards         | Artist of the Year (Digital Music) – January        | "Hwaa"          |                   |
| 2022 | Golden Disc Awards              | Album Bonsang                                       | I Burn          |                   |
| 2022 | Golden Disc Awards              | Digital Song Bonsang                                | "Hwaa"          |                   |
| 2022 | Golden Disc Awards              | Seezn Most Popular Artist Award                     | (G)I-dle        |                   |
| 2022 | Korea First Brand Awards        | Female Idol (Rising Star) Award                     | (G)I-dle        |                   |
| 2022 | Seoul Music Awards              | Bonsang Award                                       | (G)I-dle        |                   |
| 2022 | Seoul Music Awards              | K-Wave Popularity Award                             | (G)I-dle        |                   |
| 2022 | Seoul Music Awards              | Popularity Award                                    | (G)I-dle        |                   |

## Chương trình âm nhạc

### The Show
| Năm  | Ngày        | Bài hát        | Điểm  |
| ---- | ----------- | -------------- | ----- |
| 2018 | 22 tháng 5  | "LATATA"       | 10000 |
| 2018 | 29 tháng 5  | "LATATA"       | 8455  |
| 2018 | 4 tháng 9   | "HANN (Alone)" | 6925  |
| 2019 | 2 tháng 7   | "Uh-Oh"        | 7505  |
| 2021 | 26 tháng 1  | "HWAA"         | 8184  |
| 2022 | 22 tháng 3  | "TOMBOY"       | 7970  |
| 2022 | 25 tháng 10 | "Nxde"         | 8551  |
| 2023 | 23 tháng 5  | "Queencard"    | 8157  |

### Show Champion
| Năm  | Ngày        | Bài hát        |
| ---- | ----------- | -------------- |
| 2018 | 29 tháng 8  | "HANN (Alone)" |
| 2019 | 6 tháng 3   | "Senorita"     |
| 2020 | 12 tháng 8  | "DUMDi DUMDi"  |
| 2020 | 19 tháng 8  | "DUMDi DUMDi"  |
| 2021 | 20 tháng 1  | "HWAA"         |
| 2022 | 23 tháng 3  | "TOMBOY"       |
| 2022 | 26 tháng 10 | "Nxde"         |
| 2022 | 9 tháng 11  | "Nxde"         |
| 2023 | 24 tháng 5  | "Queencard"    |
| 2024 | 7 tháng 2   | "Super Lady"   |

### M Countdown
| Năm  | Ngày        | Bài hát        | Điểm |
| ---- | ----------- | -------------- | ---- |
| 2018 | 24 tháng 5  | "LATATA"       | 8183 |
| 2018 | 6 tháng 9   | "HANN (Alone)" | 7213 |
| 2020 | 16 tháng 4  | "Oh my god"    | –    |
| 2020 | 13 tháng 8  | "DUMDi DUMDi"  | 8842 |
| 2020 | 20 tháng 8  | "DUMDi DUMDi"  | 8521 |
| 2021 | 21 tháng 1  | "HWAA"         | 9594 |
| 2021 | 28 tháng 1  | "HWAA"         | 7725 |
| 2021 | 4 tháng 2   | "HWAA"         | 7173 |
| 2022 | 24 tháng 3  | "TOMBOY"       | 8259 |
| 2022 | 31 tháng 3  | "TOMBOY"       | 7688 |
| 2022 | 27 tháng 10 | "Nxde"         | –    |
| 2023 | 25 tháng 3  | "Queencard"    | 9207 |
| 2024 | 8 tháng 2   | "Super Lady"   | 8780 |
| 2024 | 15 tháng 2  | "Super Lady"   | -    |
| 2024 | 22 tháng 2  | "Super Lady"   | 7268 |

### Music Bank
| Năm  | Ngày        | Bài hát     | Điểm  |
| ---- | ----------- | ----------- | ----- |
| 2020 | 17 tháng 4  | "Oh my god" | 5831  |
| 2021 | 22 tháng 1  | "HWAA"      | 5846  |
| 2022 | 28 tháng 10 | "Nxde"      | 12541 |
| 2023 | 26 tháng 5  | "Queencard" | 10487 |
| 2023 | 14 tháng 7  | "Queencard" | 5154  |

### Show! Music Core
| Năm  | Ngày        | Bài hát     | Điểm |
| ---- | ----------- | ----------- | ---- |
| 2020 | 18 tháng 4  | "Oh my god" | 8788 |
| 2021 | 23 tháng 1  | "HWAA"      | 9831 |
| 2021 | 30 tháng 1  | "HWAA"      | 7454 |
| 2022 | 26 tháng 3  | "TOMBOY"    | 7588 |
| 2022 | 29 tháng 10 | "Nxde"      | 9081 |
| 2022 | 12 tháng 11 | "Nxde"      | 7684 |
| 2022 | 19 tháng 11 | "Nxde"      | 6191 |
| 2023 | 27 tháng 5  | "Queencard" | 7757 |
| 2023 | 3 tháng 6   | "Queencard" | 8133 |
| 2023 | 10 tháng 6  | "Queencard" | 6460 |
| 2023 | 24 tháng 6  | "Queencard" | 6369 |
| 2023 | 1 tháng 7   | "Queencard" | 7504 |

### Inkigayo
| Năm  | Ngày        | Bài hát       | Điểm |
| ---- | ----------- | ------------- | ---- |
| 2020 | 19 tháng 4  | "Oh my god"   | 8332 |
| 2020 | 16 tháng 8  | "DUMDi DUMDi" | 7143 |
| 2020 | 23 tháng 8  | "DUMDi DUMDi" | 7007 |
| 2021 | 24 tháng 1  | "HWAA"        | 9653 |
| 2021 | 31 tháng 1  | "HWAA"        | 6412 |
| 2022 | 27 tháng 3  | "TOMBOY"      | 8037 |
| 2022 | 3 tháng 4   | "TOMBOY"      | 9648 |
| 2022 | 5 tháng 6   | "TOMBOY"      | 6314 |
| 2022 | 6 tháng 11  | "Nxde"        | 9409 |
| 2022 | 13 tháng 11 | "Nxde"        | 9164 |
| 2022 | 20 tháng 11 | "Nxde"        | 6624 |
| 2023 | 28 tháng 5  | "Queencard"   | 8779 |
| 2023 | 4 tháng 6   | "Queencard"   | 9423 |
| 2023 | 11 tháng 6  | "Queencard"   | 8112 |
| 2024 | 31 tháng 3  | "Fate"        | 6119 |
| 2024 | 7 tháng 4   | "Fate"        | 6104 |
| 2024 | 14 tháng 4  | "Fate"        | 6056 |
| 2024 | 11 tháng 8  | "Klaxon"      | 6883 |
| 2024 | 18 tháng 8  | "Klaxon"      | 6862 |
| 2024 | 25 tháng 8  | "Klaxon"      | 6737 |